# Festival Octubre Corto
El Festival Octubre Corto es un certamen que se ha consolidado como el principal evento cinematográfico de La Rioja y que está organizado por la Asociación cultural de Vanguardias Arnedanas Aborigen. Este festival comenzó en 1999 y se celebra anualmente durante el mes de octubre, en la localidad riojana de Arnedo, España.

## Historia
Octubre Corto es una de las citas fundamentales en el panorama del cortometraje nacional. Desde 2003 han pasado por el festival muchas personas de relevancia del mundo del cine, lo que ha dado más importancia a este certamen a nivel de España. En el año 2006 es realmente cuando tiene su punto de inflexión el festival. Ese año tiene la suerte de contar con la presencia de Rafael Azcona, y a partir de este hecho, se creó el premio que lleva su nombre.

## Espacios
Las actividades del festival de octubre Corto se realizan en una serie de lugares de la ciudad de Arnedo, además de llevarse a cabo algunas otras en la Filmoteca de La Rioja, situada en la capital Logroño. El marco principal de los eventos es el Teatro Cervantes, donde se proyectan las dos secciones del festival y donde se celebran galas y exposiciones. Varias actividades se realizan en el Centro Cultural Cajarioja y en la Casa de Cultura de la ciudad.

## Secciones

### Sección Oficial
Esta sección del festival recopila cortometrajes nacionales que han sido seleccionados 	por un jurado anteriormente, los cuales entran dentro de concurso y optan a varios premios. En esta sección hay tres categorías: la de ficción, la de animación y la de documental.

### Sección Cortos Origen Rioja
Esta es una sección creada exclusivamente para cortos donde alguno de sus integrantes (director, actor, guionista, productor...) es riojano. Esto ayuda a fomentar el cine riojano y anima a ello.

## Premiados
Cada año se otorgan dos premios importantes a dos personas reconocidas en España pertenecientes al mundo del cine.
Algunos de los galardonados con el Premio Rafael Azcona en varias ediciones del Octubre Corto han sido José Luis Alcaine, Roberto Bodegas o la reconocida actriz estadounidense Betsy Blair. El Premio Ciudad Arnedo fue entregado a algunos de los actores más importantes de nuestro país, por ejemplo, a Karra Elejalde en el 2012, al gran Txema Blasco en el 2011, en el 2007 a María Galiana o en el 2004 a Miguel Rellán. Además en la Sección Oficial del festival se entregan nueve premios: al mejor cortometraje de ficción, de animación, documental, el premio del público, a la mejor dirección, al mejor guion, a la mejor interpretación, otro premio a un proyecto solidario y otro otorgado por un jurado joven riojano. También se entrega un premio al mejor cortometraje de Origen Rioja.